# 大理大学
大理大学（だりだいがく、英語: Dali University、公用語表記: 大理大学）は、雲南省大理ペー族自治州大理市に本部を置く中国の公立大学。1978年創立、2015年大学設置。大学の略称は理大。

## 概要
1978年設立。4つの大学をルーツに持つ、教育部卓越医師教育養成計画の指定大学と共に雲南省の重点大学のひとつである。

## 沿革

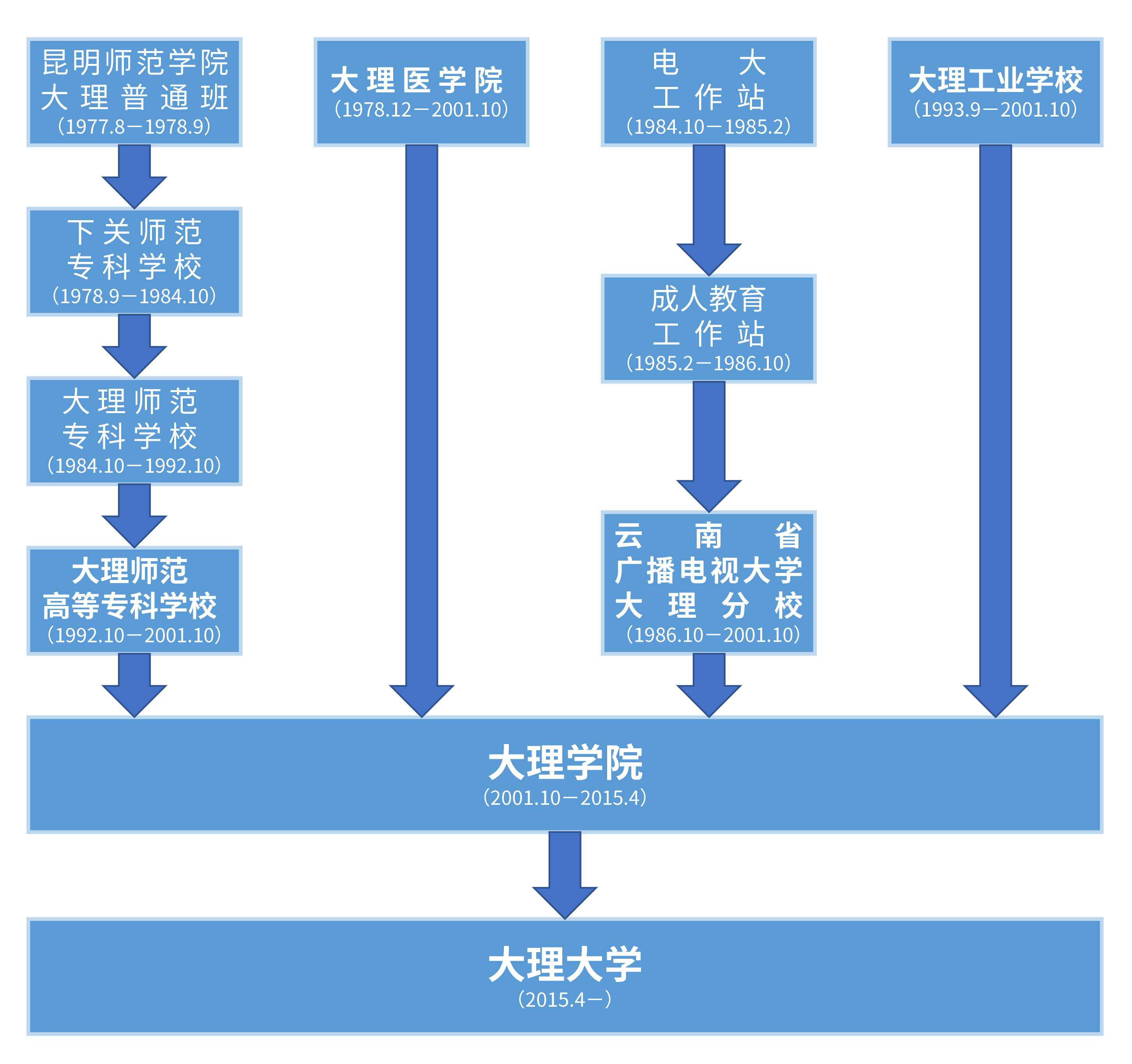
系譜

- 1978年 前身の「大理医学院」と「大理師範高等専科学校」が設立。
- 1984年 前身の「雲南省広播電子大学大理分校」が設立。
- 1993年 前身の「大理工業学校」が設立。
- 2001年 教育部の承認により大理医学院と大理師範高等専科学校が統合し「大理学院」が設立。
- 2015年 大理大学に改称。

## 学部
- 臨床医学院
- 基礎医学院
- 公共衛生学院
- 薬学・化学院
- 看護学院
- 農学・生物科学学院
- マルクス主義学院
- 法学院
- 経済・管理学院
- 数学・計算機学院
- 工程学院
- 教師教育学院
- 文学院
- 外国語学院
- 体育科学学院
- 民族文化研究院
- 芸術学院
- 継続教育学院
- 東ヒマラヤ研究院

付属機関
- 経済研究所
- 薬物研究所
- 大理大学生物科学館
- 大理大学図書館

## 附属病院
- 直属病院

雲南省第三人民医院（大理大学昆明附属医院）
雲南省第四人民医院（大理大学第一附属医院）
- 非直属病院

大理州人民医院
楚雄州人民医院
保山市人民医院
昆明市第三人民医院
昆明市第四人民医院（雲南昆鋼医院）
臨滄市人民医院

## 対外関係

### 日本における協定校
部局間学術交流協定
- 薬学・化学院と徳島大学 薬学部・薬学研究科